# Pinball Fantasies
Pinball Fantasies – symulacja flippera. Komputerowa gra stworzona przez Digital Illusions, wydana w 1992 przez 21st Century Entertainment. Jest to sequel gry Pinball Dreams.

## Stoły
1. Party Land
2. Speed Devils
3. Billion Dollar Gameshow
4. Stones 'N Bones

## Wersje
- Oryginalna wersja uruchamia się na wszystkich komputerach Amiga z 1 MB pamięci RAM.
- Specjalna wersja zawiera czwartą dyskietkę pozwala na uruchamianie na Amigach z 512 kB RAM.
- Wersję dla Amiga CD32 wydano w 1993 roku.
- Konwersja dla Atari Jaguar ma przerysowane stoły z większą ilością kolorów, piłka jest wolniejsza.